# 2008年臺灣
|        | 臺灣歷史 \| 台灣歷史年表 |
| 世纪： | 20世纪臺灣 \| 21世纪臺灣 \| 22世纪臺灣 |
| 年代： | 1970年代臺灣 \| 1980年代臺灣 \| 1990年代臺灣 \| 2000年代臺灣 \| 2010年代臺灣 \| 2020年代臺灣 \| 2030年代臺灣                                           |
| 年份： | 2003年臺灣 \| 2004年臺灣 \| 2005年臺灣 \| 2006年臺灣 \| 2007年臺灣 \| 2008年臺灣 \| 2009年臺灣 \| 2010年臺灣 \| 2011年臺灣 \| 2012年臺灣 \| 2013年臺灣 |
| 纪年： | 戊子年（鼠年）、中華民國97年 |

## 政府

### 國家正副元首

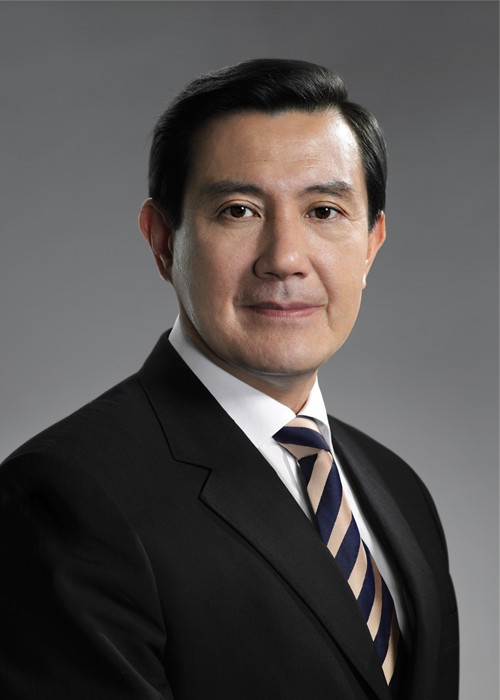
總統：馬英九
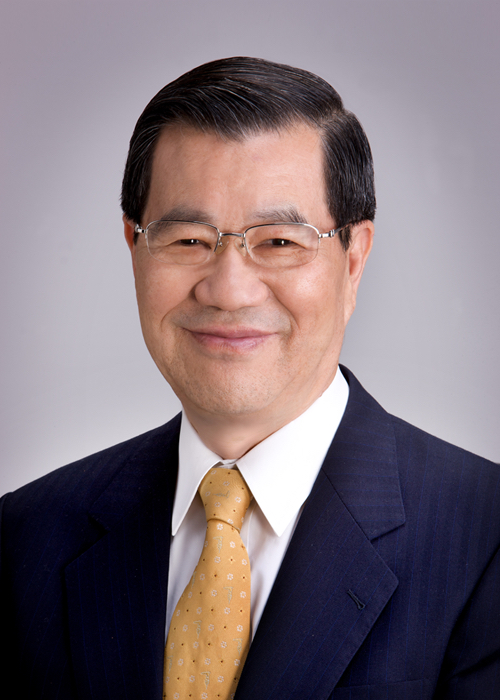
副總統：蕭萬長

### 五院首長

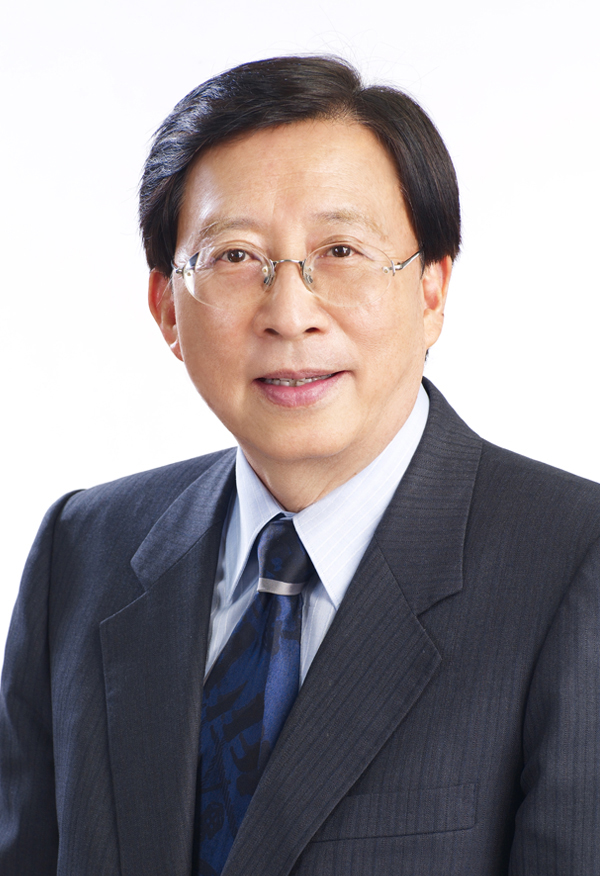
行政院院長：劉兆玄
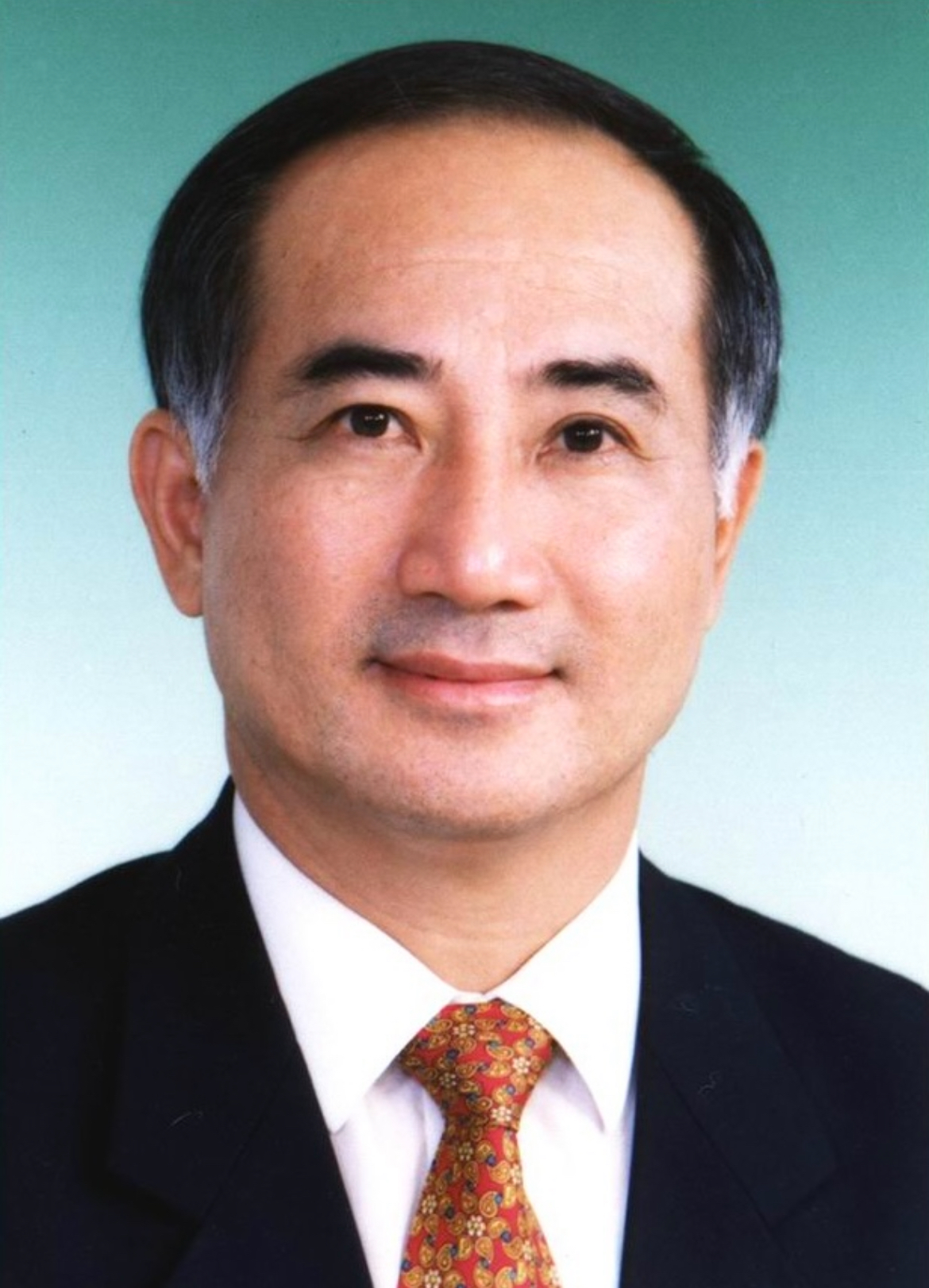
立法院院長：王金平
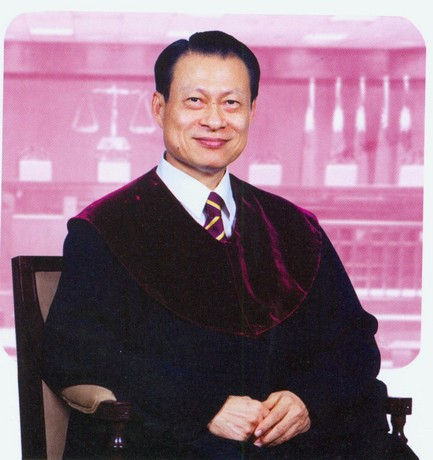
司法院院長：賴英照
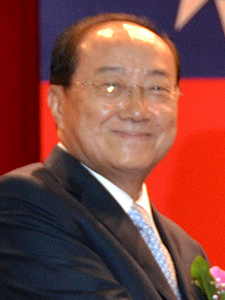
考試院院長：關中
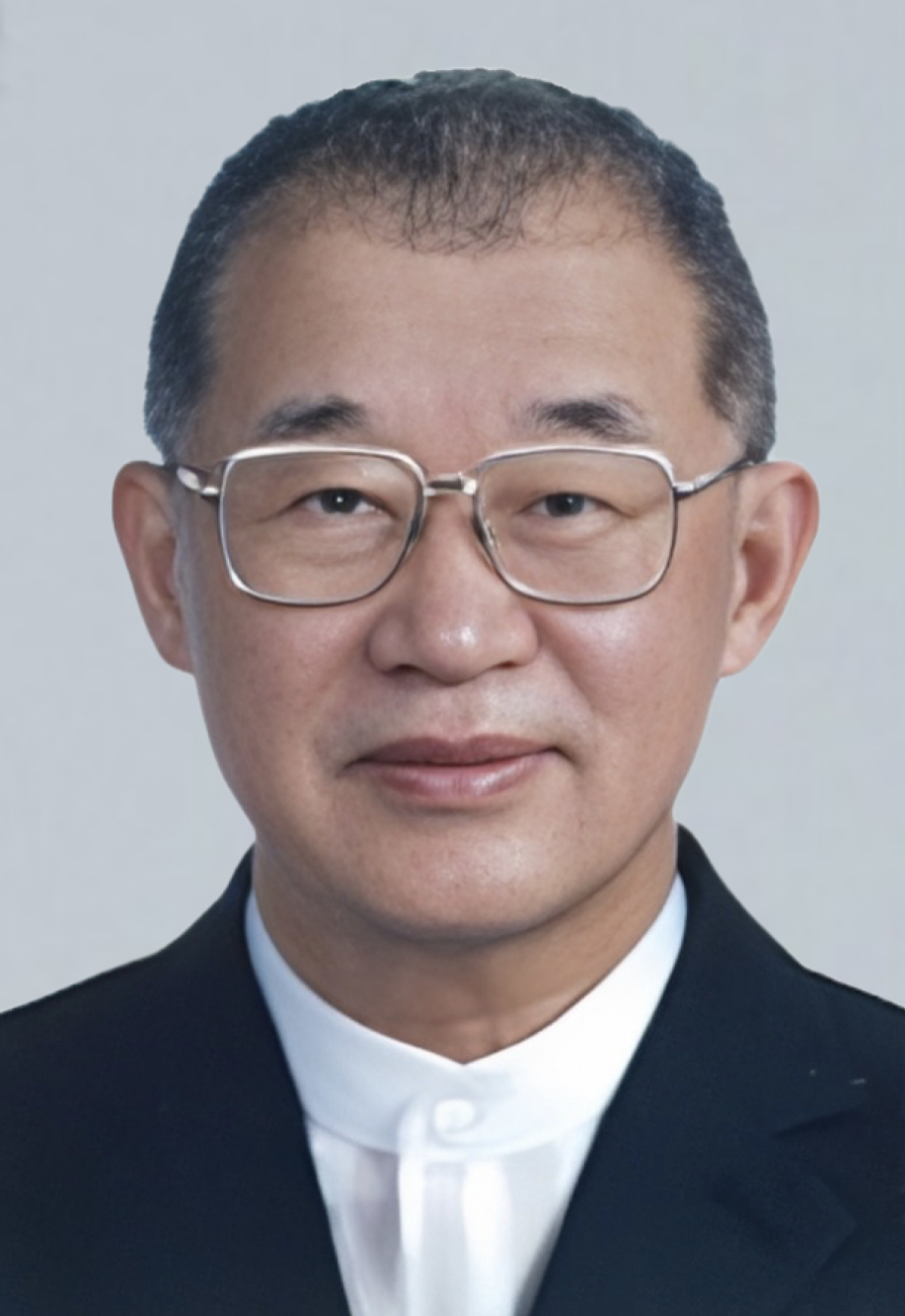
監察院院長：王建煊

### 省政府主席

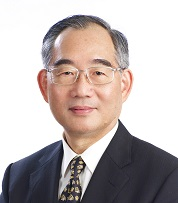
臺灣省政府主席：蔡勳雄
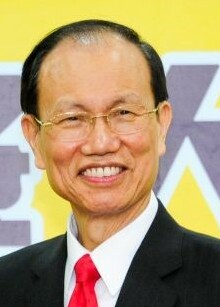
福建省政府主席：薛香川

### 成員變動

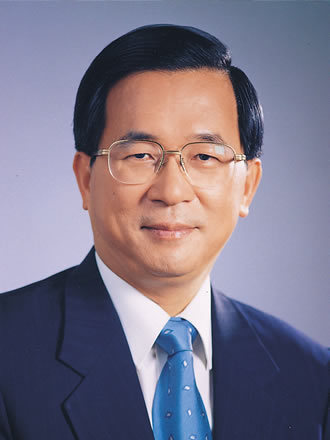
總統：陳水扁（任期屆滿）
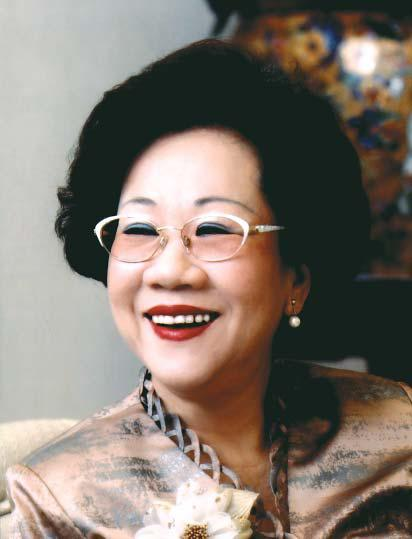
副總統：呂秀蓮（任期屆滿）
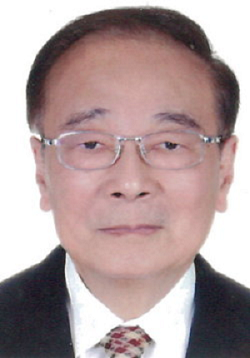
行政院院長：張俊雄（政黨輪替）
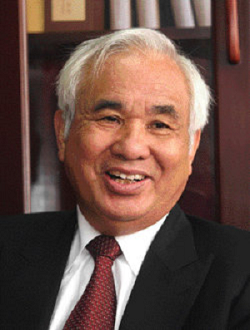
考試院院長：姚嘉文（任期屆滿）
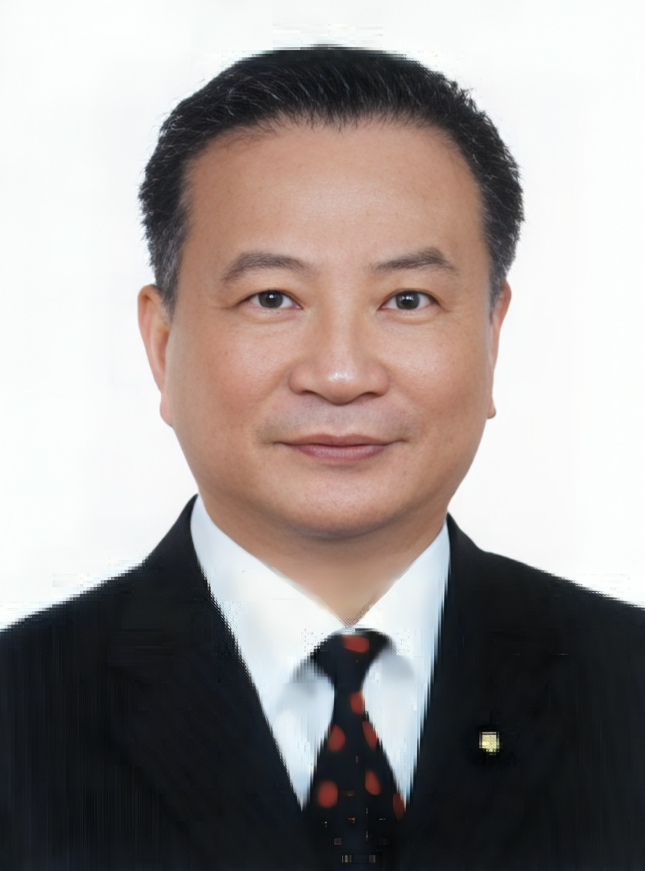
考試院院長：伍錦霖（代理結束）
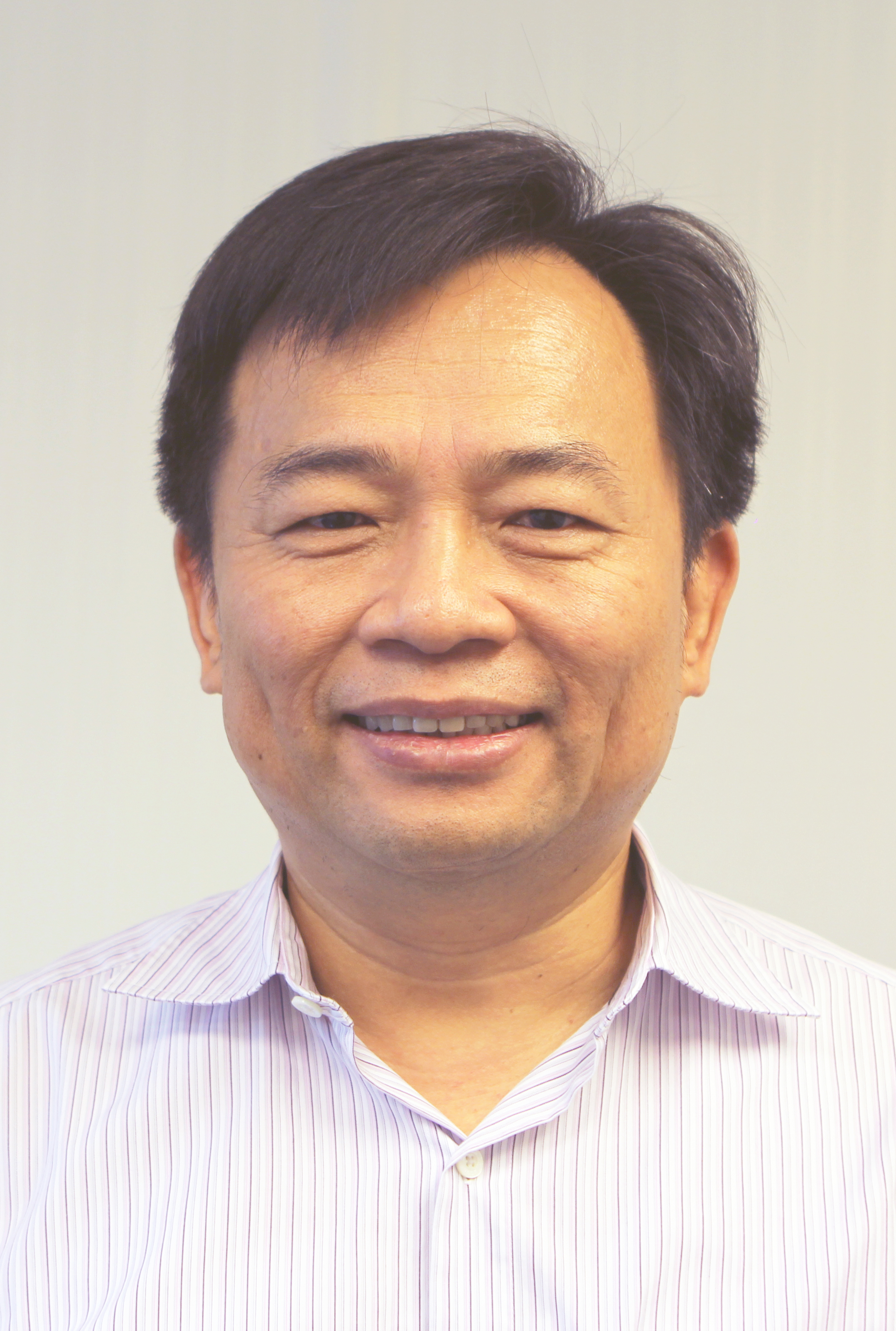
臺灣省政府主席：林錫耀（任期屆滿）
福建省政府主席：陳景峻（任期屆滿）

## 大事記

### 1月
- 1月1日，國立台灣民主紀念館二樓大廳在經過五個多月的關閉整修後，以新面貌重新對外開放。yam天空（页面存档备份，存于）
- 1月3日，前台北市長馬英九控告負責處理首長特別費案的台北地檢署檢察官侯寬仁筆錄不實，涉嫌偽造文書及瀆職。中評社（页面存档备份，存于）
- 1月5日，宜蘭縣蘇澳籍「太平洋一六八號」漁船，凌晨在基隆嶼外海，疑被剛出港的新加坡籍國富號貨櫃輪撞及，船上71人落海，海巡署人員救起船長、輪機長及中國漁工共64人，7名中國漁工下落不明。
- 1月9日，臺鐵捷運化中的「臺中都會區鐵路高架捷運化計畫」，今天下午在行政院長張俊雄與交通部長蔡堆的主持下，於台中火車站舉行開工典禮，預計2015年完工。但由於年度編列預算過少，且計畫內容尚未完全定案，開工典禮遭到台中市市長胡志強等地方要員杯葛，多名泛藍籍台中市議員也到場抗議，與泛綠籍議員爆發激烈衝突。中國時報PChome新聞─中央社中國時報
- 1月9日，由於天氣穩定、風速減弱、空氣中水氣豐厚等因素影響，導致台灣西部發生靄（淡霧）現象，空氣中的懸浮微粒濃度飆高，整個西半部的空氣品質普遍不佳，尤以中南部平地較為嚴重。東森新聞（页面存档备份，存于）
- 1月10日，2004年入伍的海軍新兵林軒霆新訓時因溺水而成為植物人，台北地方法院以海軍訓練有疏失、救護設施不足且未及時急救為由，判決海軍應賠償新台幣1734萬元，創下單一個人獲得國家賠償最高金額紀錄。自由時報
- 1月11日，香港亞洲電視記者李東杰採訪立委選舉，在高雄市準備拍攝國民黨籍候選人黃昭順的掃街拜票活動時，不慎從採訪專車上摔落，腦部受到重創，隨後送往高雄醫學大學附設醫院救治。東森新聞

2008年第七屆立法院委員各政黨席次結果的比例圖，其中依照中央選舉委員會的公告結果，統計中國民黨部分的席次還包含有親民黨和新黨的協調席次。

- 1月12日，2008年中華民國立法委員選舉在首次實施的單一選區兩票制制度下結果揭曉。立法院的113席中，中國國民黨獲得81席、民主進步黨獲得27席、無黨團結聯盟獲得3席、親民黨1席、無黨籍獲得1席。中國國民黨掌握超過七成的席次，執政的民主進步黨只獲得不到四分之一的席次。PChome新聞─中央社
- 1月13日，SBL米迪亞精靈籃球隊球員王傳鑑、周資華，今日凌晨在台北市區某夜店時，發生疑似向某位女子求歡不成，教唆同夥砍傷女子男友及其友人的事件。聯合晚報（页面存档备份，存于）TVBS（页面存档备份，存于）
- 1月14日，民主進步黨召開臨時中執會，推舉2008年總統參選人謝長廷出任代理主席。PChome新聞─中央社
- 1月14日，前教育部部長吳京因罹患壼腹癌，於中午12點6分病逝於台南成大醫院，享年74歲。中央社
- 1月14日，馬拉威共和國外交部於當地時間上午11時宣佈承認中華人民共和國，並於即日起斷絕與中華民國所有的外交關係。中華民國（台灣）外交部隨後於台灣時間晚間6時30分召開記者會，宣佈中華民國終止與馬拉威共和國的外交關係，並停止一切援助計畫。yam天空新聞─中央社 １（页面存档备份，存于）２（页面存档备份，存于）
- 1月15日，民主進步黨2008年總統參選人謝長廷，於今日下午舉行的中常會中宣誓就任黨主席。東森新聞（页面存档备份，存于）
- 1月16日，台南市長許添財所涉首長特別費案，二度獲台南地院檢查署不起訴處分。自由時報
- 1月17日，立委選舉臺北縣第二選區（三重市選區）的國民黨籍候選人朱俊曉，屆於選舉後爆發支持者被恐嚇事件，決定對當選人余天提出當選無效訴訟。東森新聞（页面存档备份，存于）PChome新聞─中央社（页面存档备份，存于）
- 1月18日，台灣網球選手謝淑薇參加2008年澳洲網球公開賽，以2：1擊敗法國籍選手蕾薩伊（Aravane Rezai），成功晉級16強，也創下台灣網球選手在大滿貫系列賽的最佳成績。麗台運動報PChome新聞─中央社（页面存档备份，存于）
- 1月18日，在執政的民主進步黨於立委選舉敗選，黨內檢討聲浪漸起之時，教育部部長杜正勝、行政院新聞局局長謝志偉、教育部主任秘書莊國榮相繼請辭。聯合晚報yam天空新聞─中央社１（页面存档备份，存于）２（页面存档备份，存于）
- 1月19日，台鐵春節假期東部幹線對號列車車票於上午6時開放語音及網路訂票，熱門時段的班次隨即被搶購一空，首日共賣出約35萬張預售票。大紀元（页面存档备份，存于）自由時報
- 1月19日，一架隸屬於內政部空中勤務總隊的救援直升機，在台東山區執行搜救任務時，因突然失去動力而緊急迫降在海拔1千200公尺的深山中，機上五名機員全部平安脫困。番薯藤新聞─中央社（页面存档备份，存于）
- 1月20日，台鐵春節假期西部幹線對號列車車票於上午6時開放語音及網路訂票，熱門時段的班次隨即被搶購一空，首日共賣出約32萬張預售票。中國時報（页面存档备份，存于）
- 1月21日，台灣網球選手詹詠然與莊佳容參加2008年澳洲網球公開賽女子雙打項目，在八強賽中被大會第十三種子以直落二的成績淘汰，無緣晉級前四強。公視新聞[]
- 1月22日，受到全球股市暴跌影響，台北股市終場下跌528.24點，收盤時加權指數為7581.96點，創下史上第六大跌點紀錄。自由時報[]yam天空新聞─中央社（页面存档备份，存于）
- 1月22日，原定於內閣總辭時離職的行政院新聞局局長謝志偉，宣佈將以大局為重，如果新內閣需要他，會接受留任。自由時報

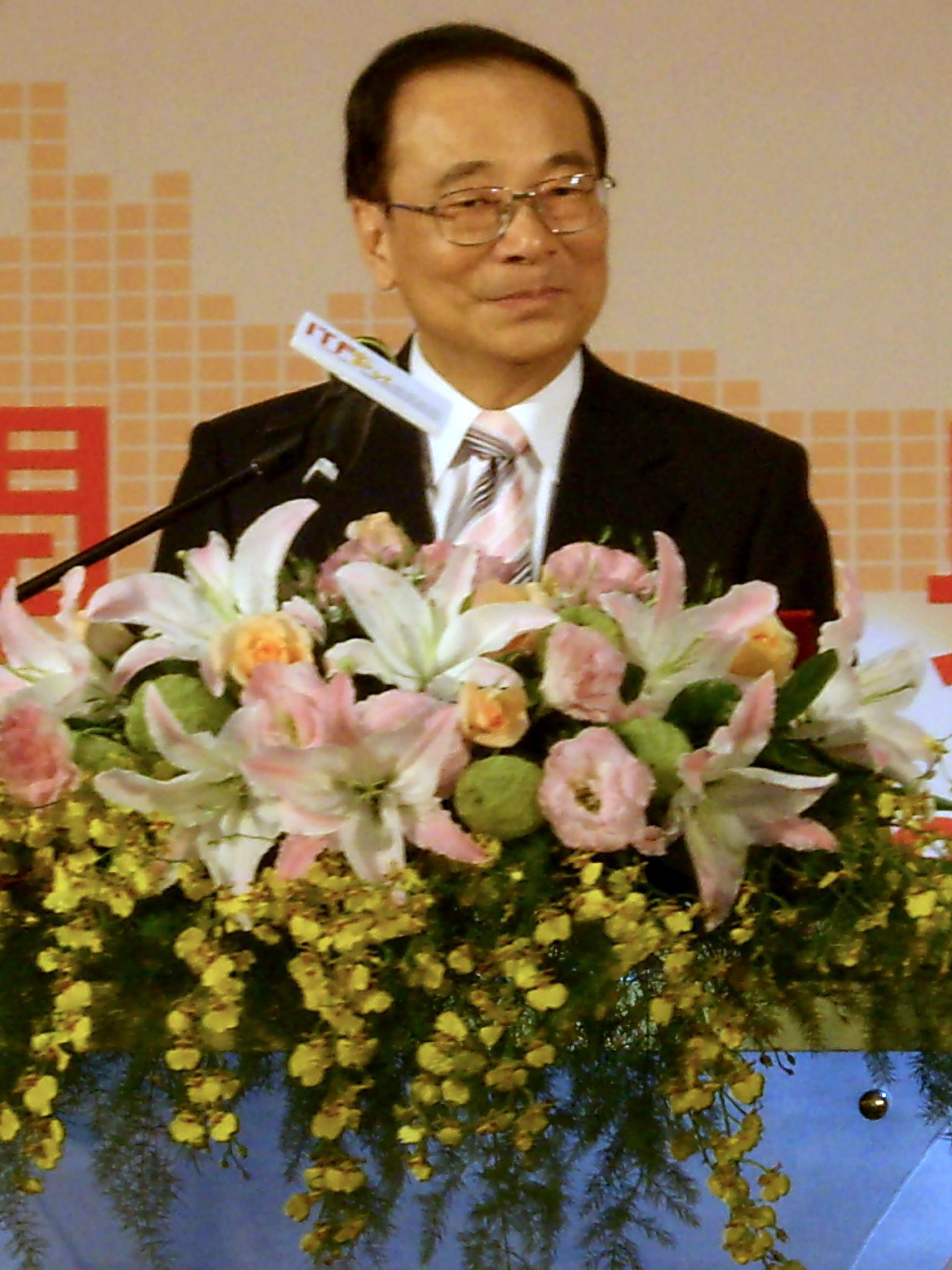
第21任行政院院長張俊雄，照片為仍是行政院院長張俊雄前往2007年臺北國際旅展主持開幕典禮，攝於2007年12月14日。

- 1月23日，行政院院長張俊雄於上午舉行的院會中，宣布內閣於明天下午總辭，與原定日期（1月28日）提早四天，引發各界揣測。聯合晚報（页面存档备份，存于）華視番薯藤新聞（页面存档备份，存于）新浪新聞─中央社（页面存档备份，存于）
- 1月24日，行政院於下午2時30分加開臨時院會，通過內閣總辭案，隨後於行政院大禮堂拍照留念。（页面存档备份，存于）２（页面存档备份，存于）
- 1月24日，行政院衛生署表示，為防止菸害而隨香菸價格徵收的菸品健康捐可能不再採用逐步調升，而是採一次調整到位的方式，從目前的新台幣10元一口氣調高至新台幣45元。如經立法院通過，每包進口香菸的價格將突破新台幣一百元。HiNet新聞─聯合晚報
- 1月25日，台灣民主基金會主辦的第一屆全球新興民主論壇今天登場，與會的卸任元首有5名，分別是薩爾瓦多前總統佛洛瑞斯、南韓前大統領金泳三、南非前總統戴克拉克、波蘭前總統華勒沙及羅馬尼亞前總統康斯坦思古，另外保加利亞前總統哲列夫、墨西哥前總統福克斯分別因首都索菲亞機場濃霧天候因素及中國打壓因素取消訪台。自由時報
- 1月25日，台灣網球選手楊宗樺與謝政鵬參加2008年澳洲網球公開賽青少年男子雙打項目，在冠軍賽中擊敗大會第二種子，拿下本屆青少年男雙冠軍，為台灣網壇史上首次由「純本土」戰將奪冠的紀錄。中央社
- 1月25日，台北地檢署偵辦太子汽車集團負責人許勝發、許顯榮父子涉嫌掏空萬泰銀行案，於今日兵分十餘路搜索太子汽車公司、許勝發住處等相關地點。PChome新聞─中央社（页面存档备份，存于）
- 1月26日，臺灣鐵路管理局局長范植谷表示，台鐵各車次將於農曆新年後進行大改點，如果確定實施定型化班表，將創下台鐵歷年來最大的改點幅度。自由時報
- 1月27日，中華民國第十二任總統副總統選舉候選人登記作業開始，國民黨籍參選人馬英九、蕭萬長，與民進黨籍參選人謝長廷、蘇貞昌，分別於上午10時15分、上午11時30分前往中選會進行登記。PChome新聞─中央社１（页面存档备份，存于）２
- 1月27日，國道六號（中橫高速公路）愛蘭到埔里段通車。自由時報
- 1月28日，駐亞特蘭大台北經濟文化辦事處長吳榮泉表示，將於二月底接任駐聖克里斯多福大使。PChome新聞─中央社（页面存档备份，存于）
- 1月28日，陳水扁總統批示退回張俊雄內閣總辭案，創下憲政首例。HiNet新聞─聯合晚報央廣
- 1月28日，曾於2008年立委選舉前說出「藍軍如果在北市立委選舉八仙過海，我就去跳海」的民進黨籍立法委員王世堅，在臺北縣三芝鄉淺水灣跳海，兌現選前承諾。自由時報
- 1月28日，呂秀蓮副總統以總統特使身分，出訪諾魯、馬紹爾群島、索羅門群島等南太平洋友邦，去回程都將過境關島。大紀元─中央社（页面存档备份，存于）
- 1月29日，天道盟精神領袖「圓仔花」鄭清輝，因涉及多起暴力討債事件，被台中市警方拘提到案。自由時報聯合報（页面存档备份，存于）
- 1月31日，國立臺灣體育學院（位於台中市）與國立體育學院（位於桃園縣龜山鄉（今桃園市龜山區））合併升格為國立臺灣體育大學，本日於台中校區（原台灣體院校區）舉行揭牌儀式。yam天空新聞─中央社（页面存档备份，存于）

### 2月
- 2月1日，第7屆立法委員於今日進行報到作業與宣誓就職，同日舉行院長、副院長選舉，分別由同為國民黨籍的王金平、曾永權當選，並隨即宣誓就任。聯合報（页面存档备份，存于）番薯藤新聞─中央社１（页面存档备份，存于）２（页面存档备份，存于）
- 2月1日，衛豐保全運鈔車發生搶案，兩名衛豐保全員在台北市一間彰化銀行分行護送現金時，遭一名搶匪持加壓噴槍朝眼睛噴漆，行內兩名保全員見狀前往協助時，也遭搶匪的噴漆傷害，現金袋內共新台幣92萬多元被搶走。自由時報
- 2月1日，行政院消保會公布台灣四大超商業者所販售鮮食產品的查核結果，發現部分廠商製造的產品，在標示製造日期或有效日期上有不實之嫌，導致部分商店販售所謂的「未來便當」。自由時報中國時報
- 2月2日，陳水扁總統搭乘軍用運輸機前往南沙群島太平島慰問官兵並主持飛機跑道的啟用典禮，成為首位到達南沙群島的中華民國元首。番薯藤新聞─中央社（页面存档备份，存于）
- 2月3日，財政部公布所得稅改革方案，將取消未分配盈餘加徵10％營業所得稅，並調降營業所得稅稅率至20％或17.5％，綜合所得稅最高稅率則降至35％或大幅提高各項扣除額。上述方案實施後，每年可為政府增加稅收約新台幣80億元。自由時報
- 2月3日，新竹縣的賽夏族居民舉行民族議會下議院選舉，共選出35位議員，為台灣原住民首度舉辦的民族議會選舉。臺灣原住民族資訊資源網自由時報
- 2月5日，交通部向中廣追討臺北縣板橋市民族路八筆公有土地案，高等法院於下午進行更一審宣判，判決中廣須塗銷變更管理機關登記及所有權移轉登記，並回復為中華民國政府所有。全案尚可上訴。自由時報
- 2月8日，高雄捷運於今日起至2月11日，開放紅線小港站到三多商圈站段免費試乘。自由時報
- 2月10日，陳水扁總統巡視東沙島和東沙環礁國家公園。總統府[永久]
- 2月11日，雲門舞集在臺北縣八里鄉的排練場於本日清晨發生火災，演出道具及歷年資料付之一炬。東森新聞（页面存档备份，存于）番薯藤新聞─中央社
- 2月12日，陳水扁總統致賀貝里斯新任總理迪安·奥利弗·巴罗（Dean Barrow）當選，並願強化雙邊關係。外交部
- 2月12日，經濟部表揚獲全球網路選秀大賽（DEMO秀）首獎的台灣本土網站地圖日記（Atlaspost）。經濟部
- 2月13日，國民黨籍立法委員邱毅，於上午召開記者會，出示當日出版的壹週刊報導及一紙調查局昔日公文，質疑民主進步黨總統參選人謝長廷曾當過調查局的「抓耙子」（台語「告密者」之意），謝長廷方面表示將提出告訴。PChome新聞─中央社１２
- 2月13日，行政院於今日院會中討論《行政院組織法》修正草案，討論時間長達半小時，成為張俊雄內閣討論時間最長議案。但最後仍無法產生共識，張俊雄院長裁示下週再議。番薯藤新聞─中央社（页面存档备份，存于）
- 2月14日，台北股市受美國股市勁揚影響，開盤即以高點開出，盤中電子股跌深強勢反彈，傳產、金融類股同步走揚，終場大漲314.73點，以全場最高點7865.28點作收，漲幅達4.16%，成交值擴增至新台幣1146.44億元。PChome新聞─中央社
- 2月15日，本土樂團閃靈樂團在歐美發行英文精選集，獲國際音樂雜誌肯定。閃靈電子報[]
- 2月15日，爆發財務危機的遠東航空決定向法院聲請重整，成為台灣第一起航空公司聲請重整案。番薯藤新聞─中央社（页面存档备份，存于）
- 2月15日，第十二任總統副總統選舉選舉人號次抽籤作業於今日進行，謝長廷、蘇貞昌為1號，馬英九、蕭萬長為2號。中央日報
- 2月15日，旅美棒球投手王建民與美國職棒大聯盟洋基隊的薪資仲裁敗訴，只獲一年400萬美元合約。ESPN
- 2月15日，國防部召開記者會，說明有關國防部計劃推動的國防產業「投資管理銷售公司」－鐽震公司，並藉此對日前媒體的相關報導進行說明。國防部[永久]
- 2月17日，國民黨總統參選人馬英九說承認中國學歷為大勢所趨，但須配套措施；民進黨總統參選人謝長廷說不承認中國學歷，是為防止低薪競爭，使台灣人失業。TVBS（页面存档备份，存于）PChome新聞─聯合新聞網
- 2月17日，據台北捷運公司統計，貓空纜車總運量於今日下午突破300萬人次，再度創下新紀錄。中國時報[永久]
- 2月17日，由陳芯宜導演的《流浪神狗人》參加柏林影展，榮獲每日鏡報最佳影片。PChome新聞─中央社[永久]
- 2月18日，澎湖望安自春節以來，受連日低溫的影響，陸續發生大量魚群凍斃事件，而澎湖本島也發生多起養殖與海中魚群暴斃的事件，對澎湖周邊的生態產生嚴重衝擊。中國時報[永久]
- 2月18日，國民黨總統參選人馬英九大姐馬以南，遭蘋果日報報導出昔日就讀台大時曾替一名考生代考大學聯考，引發對手謝長廷陣營的撻伐聲浪。番薯藤新聞─中央社（页面存档备份，存于）
- 2月18日，高雄縣政府衛生局公佈抽驗縣內加水站水質的檢驗結果，抽樣的118件中有13件檢出綠膿桿菌，不合格率約百分之11。PChome新聞─中央社
- 2月19日，外交部宣佈，中華民國自即日起正式承認科索沃共和國，外交部長黃志芳並代表中華民國政府與人民對科索沃政府與人民表示祝賀之意。外交部
- 2月21日，外交部宣佈台灣駐利比亞商務代表處正式掛牌運作，原任駐沙烏地阿拉伯代表處副代表趙錫麟轉任駐利比亞代表，為台灣在北非的第一個外交據點。外交部中時電子報[永久]
- 2月21日，有關港星陳冠希的藝人不雅照片事件，一名網友因在其網誌上公佈相關照片，遭警方依妨害風化罪嫌移送台北地檢署偵辦。中時電子報
- 2月21日，今日台北匯市，新台幣以31.521元兌換1美元作收，創下最近21個月以來新台幣匯率的新高紀錄。東森新聞報
- 2月21日，陳水扁總統主持2008年台灣燈會開燈儀式，此次燈會的焦點為五萬盞燈組成的「台灣和平」祈福燈區和主燈禮鼠獻瑞。中廣[]交通部觀光局
- 2月22日，台灣微軟宣佈，視窗作業系統Windows XP將於今年6月底停止出貨，且只提供支援至2010年。自由時報
- 2月23日，國防部部長李天羽因鐽震公司案請辭獲准，行政院宣布部長一職由前國防部軍政副部長蔡明憲接任，為首任的文人部長。PChome新聞─TVBS番薯藤新聞─中央社（页面存档备份，存于）
- 2月24日，總統大選首場電視辯論會於公共電視台舉行，並首創公民代表提問，謝馬兩人對包括經濟、人權、外交、兩岸、教育、環境保護、國家認同等議題激烈交鋒。
- 2月26日，2008年台灣燈會「台灣和平」祈福燈區以4萬4759盞燈籠同時點亮，列名金氏世界紀錄。東森新聞網
- 2月26日，由台灣科技廠商支援的世界最薄蘋果公司筆記型電腦MacBook Air，正式在台灣上市。PChome新聞─中廣
- 2月26日，衛生署疾病管制局成功開發腸病毒克沙奇A群病毒（Coxsackievirus A）檢驗試劑套組，突顯台灣自行研發傳染病檢驗試劑的能力。衛生署[]
- 2月27日，今日台北匯市，新台幣突破整數關卡，以30.929元兌換1美元作收，創近三年新高。PChome新聞－中央社
- 2月28日，潛逃中國大陸的頭號經濟要犯、中興銀行前總經理王宣仁，今日自福州押解到馬祖，並隨即遣返回台。新浪新聞－中央社（页面存档备份，存于）
- 2月28日，台灣高鐵發生營運以來最大誤點，起因為台南路段的轉轍器，出現訊號異常，無法定位。PChome新聞－中時電子報
- 2月29日，鐽震公司召開董事會，決議將於3月12日召開股東大會，而公司將在3月13日正式解散。番薯藤新聞─中央社（页面存档备份，存于）中國時報
- 2月29日，今日出刊的中國時報報導，具有公營事業身分的圓山大飯店，將在5月20日新任總統上任前進行公司化，引發政府資產被私人控制的爭議。握有圓山經營權的交通部則表示，圓山大飯店不會在5月20日前公司化，目前也尚未提出切確的時間表。中國時報１２番薯藤新聞（页面存档备份，存于）

### 3月
- 3月1日，國內航線航班數即日起再度減少，立榮航空退出台北－高雄線、遠東航空退出台北－台南及高雄－花蓮線、華信航空退出－台東線，其中台中－台東已無空中交通。中國時報自由時報
- 3月1日，台灣中油公司表示，依照浮動油價機制計算，3月份國內汽、柴油應調漲幅度為12.6%，但自2007年9月以來累計漲幅已達26.13%，為配合政府上「累計漲幅達12%時即予凍漲」的政策，因此3月國內汽、柴油價格不予調整。番薯藤新聞─中央社（页面存档备份，存于）
- 3月2日，羅東聖母醫院院長呂鴻基在中華民國兒童保健協會舉辦的研討會中，指出台灣少子化情形嚴重，近六年來未成年人口減少近一成，生育率只有千分之1.1， 為全球最低。自由時報
- 3月3日，關於蘇花高速公路興建案，環保署環評小組對環境差異評估報告進行審查，並傾向有條件通過。由於蘇花高速公路興建與否尚有爭議，故此消息一出，即造成正反雙方兩極化反應。番薯藤新聞─中央社（页面存档备份，存于）PChome新聞─中央社（页面存档备份，存于）
- 3月3日，假借小三通名義從金門偷渡至廈門的高中高中夜校中輟生黃少宇，被臺北縣汐止市警方懷疑涉及另一起凶殺案，遭警方移送士林地檢署偵辦。番薯藤新聞─中央社自由時報
- 3月3日，中華職棒La New熊隊選手陳金鋒，由於腰部舊傷未癒，經過專科醫師評估後，確定將退出八搶三奧運資格賽中華隊的行列。中國時報[永久]聯合報自由時報[]
- 3月4日，空軍401聯隊一架F-16戰鬥機晚間於花蓮外海失蹤，少校飛官丁世寶下落不明。番薯藤新聞─中廣新聞網（页面存档备份，存于）
- 3月5日，行政院主計處公布2008年2月物價指數，其中以美元計算的進口物價年增率達到18.99％，創下27年4個月以來的最高紀錄，也是第二次石油危機以來的新高。中國時報
- 3月6日，自開賣後頭彩連續槓龜12期的公益彩券威力彩開出頭獎，兩名得獎者平分超過新台幣10.3億的高額獎金。中國時報
- 3月7日，2008年夏季奧運棒球世界區資格賽正式開打，中華首戰以13:3七局提前擊敗西班牙，獲得首勝。番薯藤新聞─中央社
- 3月8日，2008年夏季奧運棒球世界區資格賽第二日賽事，中華以6:1擊敗墨西哥，拿下二連勝。中國時報番薯藤新聞─中央社（页面存档备份，存于）

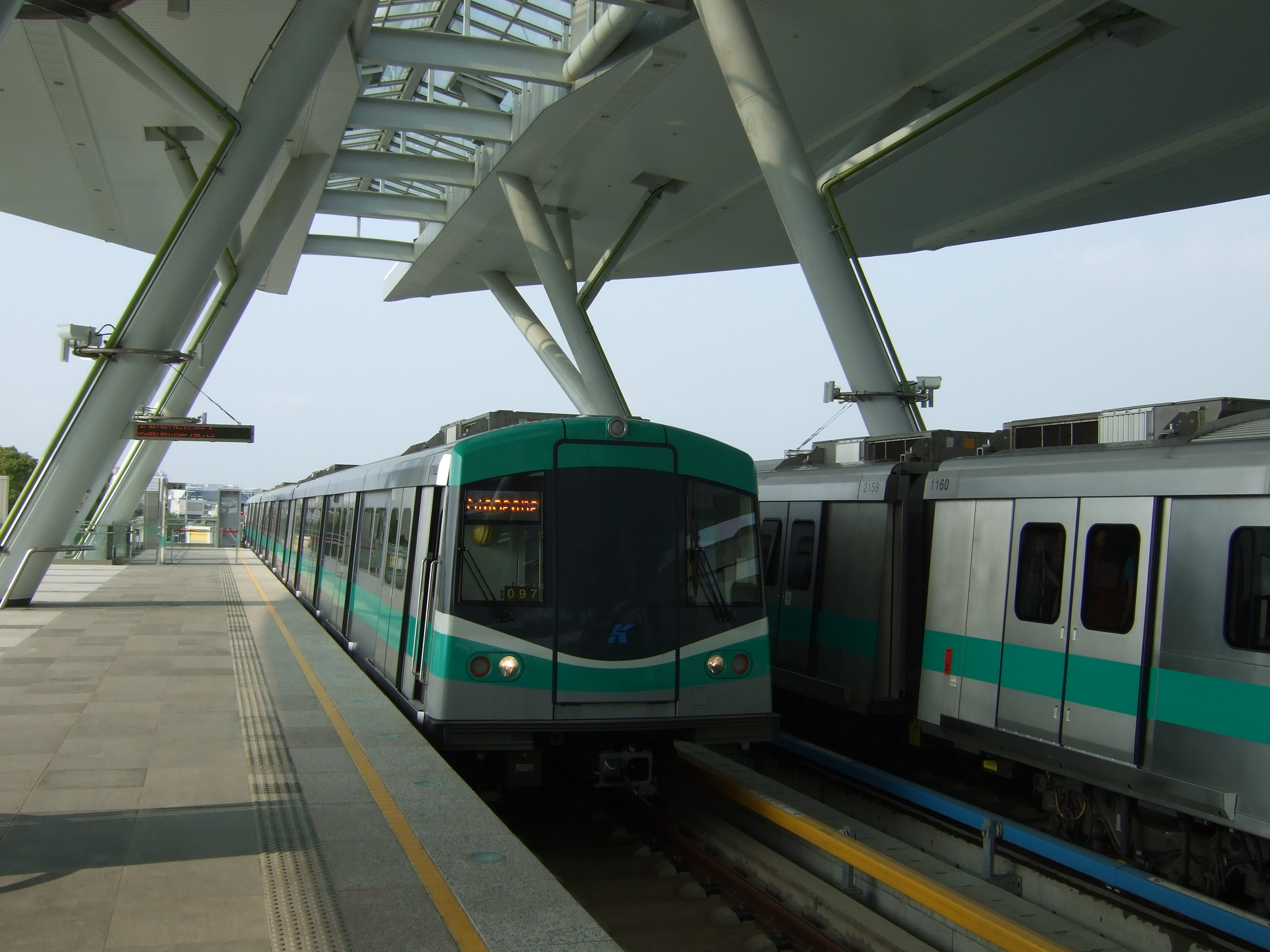
隸屬於高雄捷運的電聯車，照片處則為位在捷運紅線的世運站，攝於2008年3月22日。

- 3月9日，高雄捷運首條營運路線──高雄捷運紅線小港－橋頭火車站段正式通車，即日起至4月6日開放免費搭乘。新浪新聞─中央社１ （页面存档备份，存于）２（页面存档备份，存于）
- 3月9日，2008年夏季奧運棒球世界區資格賽第三日賽事，中華以2:0擊敗德國，取得三連勝。中國時報自由時報
- 3月10日，2008年夏季奧運棒球世界區資格賽第四日賽事，中華對加拿大之戰於台中洲際棒球場舉行，雙方纏鬥至第十局延長賽，最後以5:6不敵加拿大，吞下比賽首敗。但比賽八局下時，加拿大跑者凡歐斯崔德（Jimmy VanOstrand）跑回本壘不及，衝撞中華隊捕手葉君璋，兩隊險爆發衝突。番薯藤新聞─中央社１[]２中國時報自由時報
- 3月10日，臺灣銀行於3月8日舉行的「九十七年新進檢券員考試」驚傳集體電子舞弊案，警政署電信警察隊除逮捕舞弊集團成員15人外，另在考場逮捕就讀台大、成大研究所的4名槍手，以及22名涉嫌舞弊的考生。由於此考試並非國家考試，警方偵訊後依偽造文書罪嫌將41人移送法辦。自由時報PChome新聞─中央社
- 3月10日，台北市愛國東路法務部舊宿舍「華光社區」於今日凌晨發生大火，經過半小時灌救才撲滅火勢，幸未造成人員傷亡。但適逢台北市政府要求社區內住戶搬遷之時，故此火警遭懷疑為人為縱火。番薯藤新聞─中央社（页面存档备份，存于）番薯藤新聞─TVBS
- 3月11日，馬紹爾群島共和國總統湯敏彥（H.E. Litokwa Tomeing）在立法院發表演講，重申支持台灣加入聯合國與其他相關國際組織的決心。湯敏彥同時也是第三位在立法院演講的現任外國元首。PChome新聞─中央社（页面存档备份，存于）

- 3月12日，2008年夏季奧運棒球世界區資格賽第五日賽事，中華在斗六棒球場迎戰澳洲，中華隊投手陽建福完投九局，壓制澳洲隊打擊火力。中華隊終場以5:0完封澳洲，確定取得北京奧運參賽資格。番薯藤新聞─中央社[]
- 3月12日，國民黨籍立法委員費鴻泰、陳、羅明才、羅淑蕾等人，下午前往民進黨正副總統候選人謝長廷蘇貞昌競選總部「台灣維新館」，質疑其違法使用向第一金控租用大樓的部分空間，引發謝陣營支持者抗議，兩方人馬爆發衝突。對此事件，國民黨籍總統候選人馬英九在第一時間表示歉意，國民黨中央則表示將在隔日公開向外界致歉。番薯藤新聞─中央社１（页面存档备份，存于）２（页面存档备份，存于）３（页面存档备份，存于）
- 3月13日，2008年夏季奧運棒球世界區資格賽第六日賽事，中華以4:0完封南非，取得資格賽第五勝。但中華隊打擊火力減弱，全場僅敲出五支安打。PChome新聞─中央社（页面存档备份，存于）
- 3月14日，2008年夏季奧運棒球世界區資格賽第七日（最後一日）賽事，中華對南韓之戰於台中洲際棒球場舉行。中華隊雖從3局上起派出救援投手張誌家，並成功壓制南韓打者火力，終場仍以3:4不敵南韓，最終在資格賽以5勝2敗的成績排名第3。PChome新聞─中央社（页面存档备份，存于）中國時報１２自由時報
- 3月14日，立法委員費鴻泰在立法院召開記者會，宣佈退出國民黨，以對3月12日爆發的長昌總部衝突事件負責。費鴻泰並宣稱，如果因此事件而造成國民黨總統候選人馬英九落選，他不排結束自己的生命。番薯藤新聞─中央社（页面存档备份，存于）中國時報[永久]自由時報
- 3月15日，今日凌晨起，中山高速公路大安溪橋以南至楠梓交流道路段，最高速限放寬為時速110公里；北宜高速公路雪山隧道路段的最高速限，也同時由時速70公里調高至80公里。自由時報
- 3月15日，台灣高鐵公司宣布高鐵自通車以來規模最大的票價優惠方案。從3月31日至6月30日止，週一至週四（國定例假日、連續假期前一日及特定公告日除外）搭乘高鐵各班次，除現行的優惠價外再打八折。依此優惠方案，台北至左營自由座僅1070元，直逼台鐵自強號台北至高雄票價。自由時報１２中國時報蘋果日報
- 3月16日，教育部主任秘書莊國榮在台中市參加民進黨「百萬人擊掌逆轉勝」活動時，使用髒話批評馬英九已故父親馬鶴凌，引發各界批評聲浪。莊國榮在稍後請辭教育部主任秘書職務，並獲部長杜正勝批准。中國時報
- 3月17日，中央選舉委員會對於即將與總統選舉合併舉行的入聯返聯公投案作出決議，選民在領取公投票時，將要求選務工作人員以「是不是兩張都領？」的標準用語詢問，以避免影響選民的領投票意象。而選民如果把選舉票和公投票投錯票匭，仍一律算有效票。中國時報
- 3月18日，資深藝人江霞在苗栗縣苑裡鎮的民進黨正副總統候選人長昌配的造勢大會中，公開批評海外回國支持馬英九的藝人，並說出「不用把他們當人看」的話語。媒體大幅報導此消息後，立即遭到馬英九陣營批評撕裂族群；江霞則表示媒體曲解其談話內容，但她不會對此提出告訴。中國時報PChome新聞─中央社１２
- 3月19日，郵政儲金發生掏空爭議。台灣郵政公司前董事劉政池出面指出，台郵投入資金投資有掏空疑慮的陽信銀行，但在2008年1月出現改制公司以來最大的新台幣36億元虧損額，而台郵董事會附設的資金運用監督小組欲進行調查時，遭到兼代台郵董事長的交通部次長何煖軒裁示「緩議」，而監督小組在3月即被裁撤，身為召集人的劉政池也被解除董事一職。台灣郵政公司則在同日坦承金援陽信銀行案屬實。中國時報１２
- 3月20日，立法院民進黨黨團上午召開記者會，出示黨團所掌握的國民黨內部文件，內容揭示國民黨將在總統大選當日實施「票櫃奇兵」及「藍鷹專案」計畫，以防止選情被謝長廷陣營「逆轉」，預計將花費新台幣3億元預算。民進黨團內多位立委隨後前往台北地檢署，遞狀控告馬英九陣營涉嫌期約賄選；國民黨方面則強調兩項固票計劃並不違法，其主要目的是防止選舉出現「奧步」。番薯藤新聞─中央社（页面存档备份，存于）中時電子報
- 3月21日，中央選舉委員會對明日舉行的第12任總統、副總統選舉暨全國性公民投票第5、6案進行計票總預演，預計明晚9時30分可宣布選舉與公投結果。中央選舉委員會主任委員張政雄預估，這次總統大選的投票率約為75%，可能低於2004年總統大選的八成投票率。中國時報

2008年第12任中華民國總統副總統選舉候選人得票比例圖。

- 3月22日，第12任總統、副總統選舉暨全國性公民投票第5、6案舉行投開票中國國民黨籍候選人馬英九、蕭萬長以超過765萬票、58.45%的得票率擊敗民主進步黨候選人謝長廷、蘇貞昌，當選第12任正副總統；同日舉行之入聯、返聯公投因投票率僅約36%，均遭否決。番薯藤新聞─中央社（页面存档备份，存于）
- 3月23日，第12任正副總統當選人馬英九、蕭萬長於台北市青少年育樂中心舉行國際記者會。關於各界矚目的兩岸關係，馬英九呼籲北京當局，台灣人民可選自己的總統、國會，「希望北京領導人謹記在心」，絕對不要把台灣視同西藏及香港，唯有和平對等，才能化解兩岸僵局。中國時報自由時報
- 3月24日，總統當選人馬英九的妻子周美青，在總統大選後的首個上班日，如以往一樣搭乘公車上班。由於周美青已具有準第一夫人的身分，國安局維安人員開始進行貼身保護，但其生活作息暫時維持正常。自由時報中國時報
- 3月24日，台北匯市在總統大選後的首個交易日，新台幣兌換美元匯率升值3.21角，以30.229元作收，創下十年半以來新高紀錄。番薯藤新聞─中廣（页面存档备份，存于）
- 3月24日，臺北縣淡水鎮發生一件集體謀財害命案。在淡水經營民宿的李憲璋，涉嫌夥同手下囚禁凌虐遊民、並帶往中國大陸謀財害命後，詐領事前投保的鉅額保險金。刑事局今日從民宿頂樓，救出五名瘦弱的遊民，並逮捕李嫌及三名共犯。自由時報中國時報
- 3月25日，美國國防部在定期記者會中表示，四個裝有義勇兵洲際彈道飛彈引信的箱子，前年秋天被誤裝為聯勤訂購的直升機電池而被運到台灣。美國方面在台灣駐外單位的協助下，已於日前取回這批引信。台灣國防部也同步證實此事。自由時報
- 3月26日，第12任總統候選人兼民進黨代理主席謝長廷，在今日召開的例行中常會上宣布辭去黨主席職務，並針對民進黨的敗選提出數項改革建議。番薯藤新聞─中央社（页面存档备份，存于）
- 3月27日，第12任正副總統當選人馬英九、蕭萬長，於今日下午在展開「請益之旅」，首站前往拜會前總統李登輝，針對國政事務進行會談。此次也是李馬兩人八年來的首次會面。番薯藤新聞─中央社（页面存档备份，存于）自由時報
- 3月28日，高雄港務局為提升高雄港貨櫃吞吐量的獎勵措施，遭檢舉有部分官員涉嫌與航商勾結，作假虛報貨櫃吞吐量。高雄地檢署於今日前往搜索高雄港務局及相關航商，傳喚港務局長謝明輝等人到案說明。中國時報（页面存档备份，存于）
- 3月29日，台灣高速鐵路苗栗路段進行除草作業，有工人不慎誤觸邊坡偵測感應器，導致警報系統自動啟動，造成22班列車必須停車或減速通過，其中8班誤點超過半小時，台灣高鐵公司將受理旅客辦理退費。自由時報
- 3月30日，台北市陽明公園水濂洞遭檢舉被賭客佔據公然賭博，主管該公園的台北市政府工務局表示將會列為重點巡查。自由時報
- 3月31日，中央選舉委員會主任委員張政雄率九位中選會委員前往國民黨中央黨部，致贈第12任總統、副總統當選贈書給馬英九、蕭萬長。自由時報[]HiNet新聞─中央社[]

### 4月
- 4月1日，陳水扁總統上午與總統當選人馬英九在台北賓館會面，並開放一小時時間供媒體公開採訪、另外約半小時進行閉門會談。公開會談中，扁馬雙方在九二共識方面數度爭鋒相對。yam天空新聞─中央社１（页面存档备份，存于）２（页面存档备份，存于）３（页面存档备份，存于）中國時報１２（页面存档备份，存于）自由時報
- 4月1日，旅美棒球選手王建民於紐約洋基開幕戰先發出戰多倫多藍鳥，主投7局、被擊出6支安打失2分，率領洋基以3:2贏得首勝，亦為個人本季首勝。PChome新聞─中央社
- 4月2日，最高檢察署特偵組偵辦三一九槍擊案，今日在台南市警察局第六分局新興派出所，訊問該案已故兇嫌陳義雄遺孀陳李淑江、兒子陳建州，及女兒陳怜君、陳怡君；訊後皆被飭回。PChome新聞─中央社（页面存档备份，存于）
- 4月3日，公民監督國會聯盟舉行記者會，公佈第七屆立法委員就職以來，各委員的開會缺席名單，並藉此呼籲立法委員恪守本分。名單裡缺席最嚴重的11位立委中，以國民黨籍的立法委員占大多數。自由時報
- 4月4日，中華職棒La new熊隊對兄弟象例行賽，發生球員與裁判的衝突事件。La new熊球員林智勝於九局下半時，因不滿裁判判決而上場將一壘審江春緯撞倒，十一局下半，La new熊球員陳峰民、潘忠韋與黃俊中再度因不滿裁判判決，而上場一壘審發生爭論。比賽延長至十二局，終場以5：5言和。四位球員除了被當場驅逐出場外，聯盟方面同時立即對熊隊四名球員做出罰款、禁賽等初步處分。自由時報麗臺運動報yam天空新聞─中央社（页面存档备份，存于）
- 4月5日，為期八天七夜、堪稱台灣最大宗教活動之一的大甲媽祖遶境進香活動正式展開，鎮瀾宮媽祖鑾轎於深夜11時10分（台灣時間）起駕出巡，預計於4月8日抵達新港奉天宮。yam天空新聞─中央社（页面存档备份，存于）yam天空（页面存档备份，存于）自由時報中國時報（页面存档备份，存于）
- 4月6日，博鰲亞洲論壇公佈訊息，以往每年皆有與會的副總統當選人蕭萬長將以兩岸共同市場基金會董事長名義出席，並有機會與中共中央總書記胡錦濤會面。PChome新聞─中央社
- 4月7日，針對中華職棒於4月4日發生的熊象之戰衝突事件，聯盟方面正式對La new熊四位當事球員進行懲處。涉及攻擊裁判的林智勝，被聯盟決議處以無限期停賽，外加新台幣11萬元罰款；陳峰民、潘忠韋、黃俊中等三人，則分別被處以禁賽1至3場、罰款新台幣3到7萬元不等的處分。yam天空新聞─中央社（页面存档备份，存于）
- 4月8日，第七屆立法院於本日通過《毒品危害防制條例》三讀後，首次遭遇2月22日開議後首次「無法案可審」的情形，僅通過四項決議文、以及成立「保護國產調閱委員會」案的二讀。自由時報
- 4月14日，總統當選人馬英九宣布由東吳大學校長劉兆玄出任行政院長，國民黨副主席江丙坤出任海基會董事長。
- 4月18日，正副總統當選人馬蕭辦公室宣布，5月20日後公立學校、公營事業機關不再懸掛元首玉照，但使領館、軍事單位及政府機關仍須繼續懸掛。
- 4月21日，候任行政院長劉兆玄公布十七名內閣名單，前財政部長邱正雄出任行政院副院長、國民黨副祕書長廖風德出任內政部長、駐瓜地馬拉大使歐鴻鍊出任外交部長、前經濟部次長尹啟銘出任經濟部長、律師王清峰出任法務部長。yam天空新聞─中央社（页面存档备份，存于）中國時報自由時報
- 4月21日，旅美棒球選手王建民先發出戰芝加哥白襪，主投6局、被擊出10支安打失3分，率領洋基以9:5擊敗白襪，贏得開季四連勝及生涯第50勝；同日先發出戰匹茲堡海盜的郭泓志主投3.2局失5分，吞下本季首敗。
- 4月23日，賽德克族正名為台灣原住民族第14族。
- 4月25日，立法院三讀通過《勞動基準法》部分條文修正案，勞工強制退休年齡將由現行的六十歲延後至六十五歲。
- 4月25日，候任行政院長劉兆玄公佈第二波內閣名單，前國防部副部長陳肇敏出任國防部長、前政大校長鄭瑞城出任教育部長、台北市政府秘書長李述德出任財政部長、前台聯立委賴幸媛出任陸委會主委、暨南大學校長張進福、前教育部長曾志朗出任政务委员。yam天空新聞─中央社（页面存档备份，存于）中國時報自由時報
- 4月26日，於七星岩海域失蹤的八名潛水客，全數於台東太麻里外海獲救。
- 4月29日，知名作家柏楊，於凌晨1時12分因呼吸衰竭病逝於新店耕莘醫院，享壽88歲。yam天空新聞─中央社１（页面存档备份，存于）２（页面存档备份，存于）
- 4月30日，東吳大學召開校務會議，研議規範校內專任教授參與電視節目（主要為政論節目）的次數，以避免教授在外言行影響學校聲譽。由於適逢校長劉兆玄即將轉任行政院長，此消息經媒體披露，引發各界揣測。中國時報[永久]自由時報

### 5月
- 5月1日，中華民國外交部於民國95年（2006年）間，為與巴布亞紐幾內亞建交，將援助巴國的3000萬美元（折合新台幣約10億元），透過新加坡籍人士吳思材、台灣商人金紀玖轉交予巴國黨政高層，但此經費卻反遭兩人私吞。此案是外交部執行機密外交多年，第一起外交經費遭人侵吞的弊案。中國時報１（页面存档备份，存于）２
- 5月10日，候任中華民國內政部廖風德於今天下午在台北市木柵山區與妻子爬山時意外休克昏迷，送院前已無生命跡象，萬芳醫院經五個小時全力急救，仍於21時10分宣告不治，死因為心肺衰竭，得年五十七歲。中時電子報（页面存档备份，存于）中國時報自由時報
- 5月12日，遠東航空宣佈自13日起暫停營業，僅有條件飛航部分航班載運旅客返台。新浪新聞─中央社[]中國時報自由時報

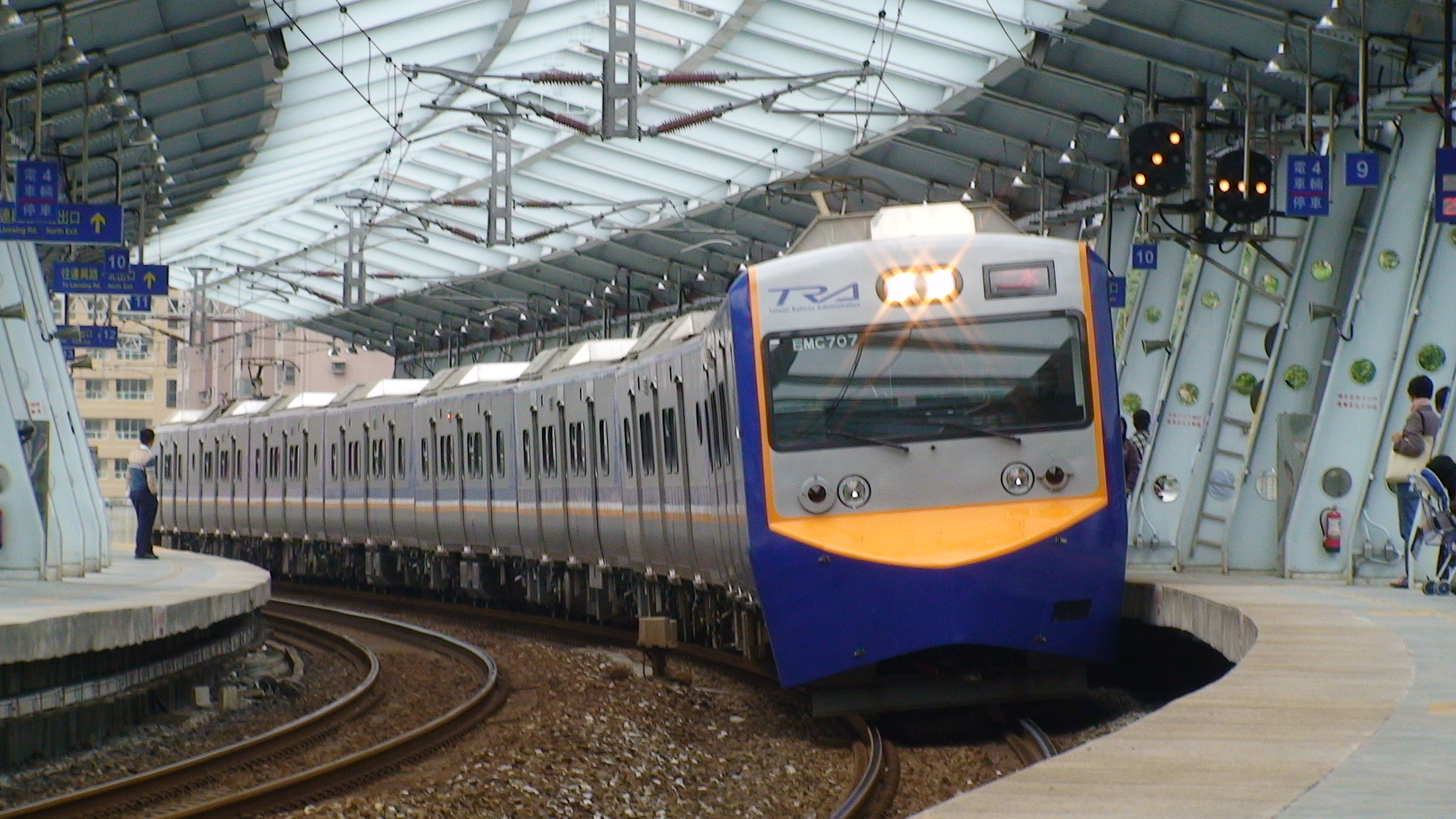
台鐵EMU700型電聯車正試運轉駛過汐科車站月台，該車主要作為台鐵主要的營運服務之一的通勤鐵路使用的區間快車，照片攝於2007年12月31日。

- 5月15日，台鐵實施歷年來幅度最大的列車時刻改點，預計將對每日約卅萬的通勤旅次造成影響。中國時報[永久]自由時報
- 5月18日，前行政院副院長蔡英文在民進黨主席選舉中擊敗辜寬敏，當選民主進步黨第12任主席。yam天空新聞─中央社（页面存档备份，存于）
- 5月19日，中華民國以「台灣」名義申請成為世界衛生大會（ＷＨＡ）觀察員遭大會否決，第十二次叩關失敗。中國時報[永久]自由時報
- 5月20日，馬英九、蕭萬長就任中華民國第十二任總統、副總統，總統府各級首長、新內閣閣員亦於同日宣誓就職，中國國民黨正式重掌執政權。yam天空新聞─中央社１（页面存档备份，存于）２（页面存档备份，存于）中國時報１[永久]２[永久]自由時報１２
- 5月20日，甫卸任的前總統陳水扁，因涉及國務機要費案，遭最高檢察署特偵組列為貪瀆被告。此為歷任總統卸任後，立即被列為被告偵查的首例。中國時報[永久]自由時報
- 5月21日，總統府考試委員、監察委員提名審薦小組召開自馬英九就任總統後的第一次會議，會中決議於5月25日至6月5日止接受社會各屆公開推薦新任考試委員、監察委員人選，審薦小組成員則一律不推薦人選。PChome新聞─中央社
- 5月21日，民進黨舉行第12任黨主席就職典禮，蔡英文正式從謝長廷手中接下黨主席職務，成為民進黨創黨以來首位女性黨主席。自由時報中國時報[永久]
- 5月22日，行政院召開新內閣上任後首次院會，會中通過「加強地方建設，擴大內需方案」、「週末包機及大陸觀光客來台方案」、「當前物價穩定方案」等重大政策決議案。民生物資方面，油價、電價將分別在6月、7月調漲；兩岸包機直航方面，7月4日實施後將開放8個機場直航，初期開放每日3千名大陸觀光客來台。yam天空新聞─中央社（页面存档备份，存于）中國時報１２自由時報１２
- 5月22日，第19屆金曲獎入圍名單於今日公佈，流行音樂獎項方面，張惠妹、孫燕姿、梁靜茹、蔡健雅、莫文蔚、蔡淳佳等6人入圍最佳國語女歌手獎；最佳國語男歌手獎入圍者則包括陳奕迅、TANK、信、楊培安、曹格、方大同等7人；最佳年度歌曲則有6首入圍。yam天空新聞─中央社（页面存档备份，存于）中國時報中時娛樂自由時報１２
- 5月23日，繼馬以南等第一家庭成員後，第一夫人周美青於日前正式向兆豐商銀申請退休，並將投入社會慈善工作。兆豐商銀則表示最晚將在6月5日核定申請。中國時報自由時報yam天空新聞─中央社（页面存档备份，存于）
- 5月23日，國民黨籍立法委員李慶安爆發雙重國籍疑雲後，立法院院會通過決議案，全面清查所有第七屆立法委員及中央公職人員是否具備外國國籍，最遲在6月10日院會前完成列冊全體委員資料，並行文外交部協助調查。中國時報自由時報yam天空新聞─中央社（页面存档备份，存于）
- 5月24日，一架後送傷患至台北的中興航空編號BK117號直升機，凌晨返回金門尚義機場準備降落時，在跑道前端失速墜毀，機身全毀，正駕駛手臂遭到截斷，所幸機上三人皆無生命危險。yam天空新聞─中央社１（页面存档备份，存于）２（页面存档备份，存于）自由時報
- 5月25日，97年第一次國中基測於今日登場，共計約31名國中學生應考。第一天的考試科目共有國文、英文、自然等三科，國文作文則以「當一天的老師」作為主題。中國時報自由時報

### 6月
- 6月1日，洋基隊旅美職棒投手王建民，在本日例行賽中客場出戰雙城隊。洋基雖然終場以7:6獲勝，王建民先發五點一局，總計被打出9支安打、責失5分。王建民在5月例行賽共計僅取得1勝5敗的成績。中國時報自由時報
- 6月1日，交通部完成《違反道路交通管理事件統一裁罰基準表》草案，其中有關酒後駕車的相關規定，酒測值門檻從每公升0.25毫克降低到0.15毫克，罰鍰則調整從新台幣1萬5000元起到2萬2500元不等。此行政命令最快將在民國97年7月實施。中國時報自由時報
- 6月2日，立法院司法及法制委員會初審通過《立法院職權行使法》第二十六條修正草案，對於政府官員未經准假而不列席立法院會議者，可提報立法院院會決議處新台幣3萬元以下罰鍰，並限期列席，如仍不列席，可按次連續處罰。中國時報自由時報
- 6月3日，雲林沿海鄉鎮受連日豪雨影響，多地發生嚴重淹水災情，連帶使雲林蔬菜產地產量受到衝擊，導致蔬菜批發價格飆漲，其中葉菜類呈倍數上揚，小白菜、空心菜、青江菜從豪雨前每公斤新台幣5元不到，暴漲到20元以上。中國時報（页面存档备份，存于）自由時報１２
- 6月4日，兆豐商銀召開董事會，以「勉予同意」名義核准第一夫人周美青退休申請案，並以無給職的方式聘任為中國商銀文教基金會祕書長。周美青並正式擔任中華民國紅十字會名譽會長。中國時報１２自由時報
- 6月5日，前總統陳水扁控告連戰、宋楚瑜於2004年總統大選敗選後發動「柔性政變」，最高法院認為陳水扁所言並非「有所本」，判決陳水扁敗訴定讞，必須賠償連宋兩人新台幣各1元，並需在自由時報、中國時報和聯合報刊登道歉啟事一天。yam天空新聞─中央社（页面存档备份，存于）中國時報（页面存档备份，存于）自由時報
- 6月7日，《產經新聞》報導，日本東京都政府於5月30日通令都內各區、市、町、村，在處理從台灣遷入東京都的居民戶籍資料時，可以不使用「中國」而以「台灣」的名稱登記。這是日本所有都道府縣當中，同意在官方公文資料上使用「台灣」名稱的首例。產經新聞中國時報自由時報
- 6月9日，台灣網球小將楊宗樺在法國網球公開賽青少年組男子單打決賽中拿下冠軍，成為史上第一位在四大公開賽青少年組稱冠的台灣球員，也是近17年來亞洲地區的第一位冠軍。中國時報[永久]NOWnews（页面存档备份，存于）
- 6月9日，台灣高爾夫球女子小將曾雅妮在LPGA錦標賽中奪得冠軍，成為史上第一位在女子高爾夫球四大公開賽中稱冠的台灣球員。NOWnews（页面存档备份，存于）
- 6月10日，臺北縣瑞芳鎮籍海釣船「聯合號」，凌晨在釣魚台南方六浬處遭日本海上保安廳巡防艦撞沉，船上16人被日方救起後送往石垣島；其中13名釣客於傍晚獲釋，並由海巡署台中艦連夜送回台灣，船長及兩名船員則仍遭日方扣留。中國時報自由時報yam天空新聞─中央社（页面存档备份，存于）
- 6月11日，海基會董事長江丙坤率領代表團經澳門到達北京，進行「兩岸互信協商之旅」，正式重啟自1999年兩國論後中斷九年的兩會協商機制。海基、海協兩會將針對兩岸包機直航、大陸觀光客來台等重大議題進行協商。yam天空新聞─中央社１（页面存档备份，存于）２（页面存档备份，存于）３TVBS（页面存档备份，存于）中國時報自由時報
- 6月13日，6月10日遭日本巡防艦撞沉、並遭日方扣留的聯合號海釣船船長何鴻義，晚間自那霸搭機返回台灣，並順利返抵瑞芳自家。中國時報自由時報
- 6月13日，今年國中基測考生個人資料傳出外洩，台中地檢署主動分案調查，晚間指揮警方搜索鎮麟補習班台中分校，並將負責人帶回署內漏夜偵訊。考生資料外洩方面，自九十年起即承包基測電腦處理作業的大同資訊（今年以「博暐圖書網路公司」名義投標）可能涉案。中國時報自由時報
- 6月16日，旅美棒球選手王建民代表紐約洋基在客場先發出戰休士頓太空人，前五局未失分，六局上卻因為跑壘造成右腳受傷而提前退場。洋基終場以13:0完封太空人，王建民取得本季第8勝，但可能需養傷3個月才能出賽。yam天空新聞─中央社１（页面存档备份，存于）２（页面存档备份，存于）中國時報１[永久]２自由時報１２
- 6月17日，民航局宣布，暫時收回遠東航空的國際航線航權，但仍有機會參與經營7月4日開始的兩岸定期包機。yam天空新聞─中央社１（页面存档备份，存于）２（页面存档备份，存于）
- 6月17日，由中國大陸旅遊業者組成、為7月4日上路的大陸居民赴台旅遊作暖身的「踩線團」抵達台灣，8天的行程內將參訪、考察台灣各地的旅遊景點。中國時報自由時報yam天空新聞─中央社１（页面存档备份，存于）２（页面存档备份，存于）３（页面存档备份，存于）
- 6月18日，前教育部主任秘書、政大公共行政系教授莊國榮，遭政大學校教師評審委員會以借調教育部擔任主任秘書期間「言行不檢」為由，決議「不予續聘」，直接推翻系級及院級教評會的暫時停聘建議。莊國榮得知此決議後，表示將提出申訴。自由時報yam天空新聞─中央社１（页面存档备份，存于）２（页面存档备份，存于）
- 6月19日，中國時報宣布，受到報業大環境和廣告市場持續衰退影響，報社將在7月中進行裁員，預計將從現有的1200名員工中裁員500至600人，19個地方新聞中心將全部裁撤；《中國時報》的發行張數也將減少，並從目前的綜合性報紙轉型為「菁英報」。yam天空新聞─中央社１（页面存档备份，存于）２（页面存档备份，存于）中廣新聞網（页面存档备份，存于）TVBS（页面存档备份，存于）
- 6月19日，馬英九總統正式公佈第11屆考試委員提名名單，共有黃俊英、歐育誠、高明見、詹中原、陳皎眉、林雅鋒、何寄澎、胡幼圃、黃富源、浦忠成、蔡良文、李雅榮、蔡式淵、吳泰成、蔡璧煌、邱聰智、李選、李慧梅、邊裕淵等19人。考試院院長、副院長提名人選也同步公佈，分別為交大前校長張俊彥及國民黨副秘書長伍錦霖。PChome新聞─中央社（页面存档备份，存于）中國時報自由時報
- 6月19日，馬英九總統核准許惠祐辭去國安局局長，其職缺由前國安局長蔡朝明回任。總統府新聞稿[永久]中廣新聞網[]
- 6月20日，馬英九總統正式公佈第11屆監察委員提名名單，共有29人被提名，其中前財政部長王建煊及前立委沈富雄，分別被提名為監察院院長、副院長。親民黨推薦的3位人選則全部落選。yam天空新聞─中央社１（页面存档备份，存于）２（页面存档备份，存于）中國時報[永久]自由時報
- 6月30日，為了因應中國大陸人民來台旅遊，央行開放台灣本島14家銀行與大型飯店、百貨公司以及各觀光景點的人民幣兌換服務。NOWnews（页面存档备份，存于）TVBS（页面存档备份，存于）

### 7月
- 7月11日，8名由劉守智帶領的台商在馬達加斯加外海考察時失蹤。TVBS（页面存档备份，存于）
- 7月14日，為了不使馬達加斯加台商失蹤事件中因為外交部上下班制度，而導致錯失旅外國人家屬第一時間報案良機再度發生，外交部緊急增設了24小時緊急服務號碼：0912-581-001。TVBS（页面存档备份，存于） 外交部新聞稿

### 8月
- 8月15日，台灣和中國兩地的棒球員，首次在奧運賽場上相會。前4局還是0比0平手，不過國手們5、6兩局各得一分，取得2比0領先，然而8局下戰況出現轉折，中國隊一口氣攻下3分，反倒以3比2領先。不過國手們在9局上驚險追平，比賽進入突破僵局制延長賽。第10局、11局，兩隊都沒有得分，來到12局上，台灣好手連得4分，12局下後援投手陽建福狀況不佳，保送、安打連連，中國隊追到5比7，還攻佔滿壘。中國隊「下一位」打者侯鳳連，確實成為這場比賽最後一位打者，不過，他擊出帶有兩分打點安打，再加上蔣智賢守備出問題，竟把回傳球擋到一旁，奉送再見失誤，讓中國隊致勝分跑回本壘，以8比7贏球。有不少台灣棒球迷把這一天定為「國恥日」，「紀念」這一敗[1]。

### 9月
9月14日，因辛樂克颱風帶來暴雨，使大甲溪的洪水沖斷后豐大橋，導致晚上六時五十分發生車輛墜橋。。
9月15日，南投縣信義鄉發生土石流，因辛樂克颱風帶來暴雨，使豐丘明隧道南口旁的野溪沖刷大量土石，省道臺21線（新中橫公路）上的車輛遭到活埋，造成7人死亡。

### 10月
- 10月1日，國民年金正式開辦，所有25歲至65歲、非軍公教、勞、農保加保者之國民均強制納保，估計納保人數約470萬人。
- 10月3日，美國國務院宣布了近年來最大規模對台軍售案，包括愛國者三型防空飛彈、阿帕契攻擊直昇機、魚叉潛射飛彈、標槍反裝甲飛彈、E-2T空中預警機性能提升套件，總金額為美金六十四億六千三百萬元，折合新台幣超過二千億元。
- 10月6日，前調查局局長葉盛茂被控隱匿公文案，台北地院裁定以有串證、犯罪重大為由，諭令當庭收押禁見，成為中華民國司法史上，首位因案被押的卸任調查局長。
- 10月9日，中華職棒首次爆發球團高層涉入簽賭打假球事件，米迪亞暴龍隊教練吳昭輝及組頭等三人遭板橋地方法院裁定收押禁見，陳元甲等3名球員交保候傳，負責人施建新獲得飭回；聯盟方面宣布將米迪亞暴龍停權，剩餘兩場季賽取消。
- 10月16日，台塑集團創辦人王永慶在赴美考察業務途中，因心肺衰竭病逝，享壽91歲。
- 10月20日，空軍一架IDF經國號戰機上午於澎湖海域實施例行性炸射訓練時不幸墜海，21日尋獲疑似正駕駛古志賓上尉遺體、副駕駛陳建廷上尉仍下落不明。
- 10月22日，海軍一架S70C反潛直升機晚間於花蓮外海實施海空聯合反潛訓練時不幸墜海，偵潛士朱俊德士官長罹難，正駕駛劉世晨少校、機工長湯志勛士官長分受輕重傷，副駕駛歐世文上尉、偵潛官黃吉生上尉下落不明。
- 10月25日，1025反黑心顧台灣大遊行於台北市舉行，估計約有60萬人上街表達對總統馬英九及其政府於兩岸、經濟、食品衛生等方面施政的不滿。
- 10月28日，嘉義縣縣長陳明文涉及民雄鄉污水處理廠弊案，嘉義地檢署聲請抗告成功，嘉義地方法院合議庭裁定陳明文與承包商賴文正收押禁見。
- 10月29日，行政院向總統馬英九提報「三都十五縣」規劃案，並就台中縣市合併升格案時程提請總統決定。馬總統裁示台中縣市將於2010年12月25日合併升格為直轄市，現任台中縣市首長、議員的任期均將延任一年零五天。
- 10月30日，頭獎連續36期未開出的威力彩開出頭獎，兩位頭獎得主均可獲得新台幣9億8381萬元獎金，創下台灣彩券史上最高頭獎獎金金額。
- 10月31日，第43屆電視金鐘獎舉行頒獎典禮，戲劇節目獎命中我愛你、戲劇節目男女主角獎雷洪、林依晨、娛樂綜藝節目獎綜藝大贏家、娛樂綜藝節目主持人獎吳宗憲、柳翰雅，節目行銷獎命中我愛你。

### 11月
- 11月，旺旺集團總裁蔡衍明以個人名義入主中國時報集團。
- 11月2日，中華職棒十九年總冠軍賽結果揭曉，統一7-ELEVEn獅在第七場比賽以4:0完封兄弟象，成功蟬連年度總冠軍寶座，並達成隊史上第二次二聯霸。
- 11月4日，第二次江陳會談在台北圓山飯店登場，海峽交流基金會董事長江丙坤與海峡两岸关系协会會長陳雲林就兩岸空運直航、海運直航、通郵、食品安全等四大議題展開協商，會後並簽署協議。
- 11月5日，4日遭雲林地檢署以涉嫌收受環保科技公司賄賂為由，在未經傳喚下逕行拘提的雲林縣長蘇治芬，拒絕雲林地方法院以新台幣600萬交保的裁定後遭到收押，並於看守所內絕食抗議。
- 11月6日，總統馬英九將原訂下午4時於台北賓館接見中國海協會會長陳雲林臨時提早至上午11時，會面僅10分鍾便結束。民進黨為抗議陳雲林來台的「嗆馬圍陳」行動亦同時提前至上午11時開始，估計有超過10萬人參加，部分抗議民眾遊行結束後轉往圓山飯店附近抗議，於台北市立美術館附近與警方爆發近十年來最嚴重的警民流血衝突。
- 11月7日，數百名大學生質疑陳雲林來台期間警方維安過當，於行政院前靜坐一天一夜遭強制驅離後，傍晚轉往自由廣場繼續靜坐抗議，要求馬英九總統、行政院院長劉兆玄道歉，國安局長蔡朝明、警政署長王卓鈞下台，並要求修正《集會遊行法》。
- 11月11日，由於諸多原因，中華職棒中信鯨隊宣佈球隊解散，中華職棒球隊數目減少至四隊。
- 11月12日，最高法院檢察署特偵組偵辦扁家海外洗錢案與國務機要費案，昨日第五度傳喚前總統陳水扁到案後聲請羈押；台北地院於清晨裁定陳水扁收押禁見，成為中華民國歷史上卸任國家元首遭收押之首例。
- 11月13日，星光三班成員黎礎寧，疑因感情因素燒炭自殺，被發現後仍送醫不治，得年24歲。
- 11月14日，雲林地檢署以違反《貪污治罪條例》起訴雲林縣長蘇治芬，具體求處有期徒刑15年、禠奪公權8年，晚間雲林地院裁定蘇治芬當庭無保釋放但限制住居。
- 11月15日，野草莓運動進入第十天，來自全國超過百名大學生於自由廣場會師，持續要求馬英九總統、行政院院長劉兆玄為陳雲林來台期間警方維安過當道歉，國安局長蔡朝明、警政署長王卓鈞下台，並修正《集會遊行法》。
- 11月16日，2008年亞洲職棒大賽冠軍賽，統一7-ELEVEn獅於九局下被埼玉西武獅擊出再見安打，以0:1敗北，獲得亞軍及3000萬日幣獎金。
- 11月18日，行政院長劉兆玄正式宣佈不排富、不限年齡，以全體國民為對象發放消費券，每人新台幣3600元，將於明年春節前發出，估計總預算約新台幣829億元。
- 11月20日，行政院主計處公佈第三季經濟成長率為-1.02%，創近七年來最大衰退幅度，且預估至明年第一季將連續三季負成長，宣告台灣經濟步入衰退時期，同時將明年經濟成長率由5.08%大幅下修至2.12%。
- 11月24日，因涉及多項金融弊案而遭通緝的前中信金控副董事長辜仲諒，上午從日本搭乘私人飛機返台，隨即前往最高檢察署特偵組為竹科龍潭基地弊案等案件接受偵訊，深夜諭令以新台幣1億元交保。
- 11月27日，1998年間犯下清大王水溶屍案的前清大研究生洪曉慧，在服刑逾10年後獲得法務部核准假釋出獄。
- 11月28日，金管會主委陳樹閃電請辭獲准，其遺缺由永豐金控董事長、前財政部政務次長陳接任。
- 11月30日，台北市四大技師公會公佈貓空纜車T16塔柱鑑定報告，認為該處屬天然條件不佳的地質敏感區，遇地震有倒塌之虞，建議優先遷移。

### 12月
- 12月2日，行政院宣佈明年1月2日實施彈性休假，使元旦假期延長為四天，1月10日再行補上班上課。
- 12月3日，台北縣政府會同台北捷運局對樂生療養院執行強制拆除，宣告延宕多年的台北捷運新莊機廠工程全面復工。
- 12月6日，第45屆金馬獎頒獎典禮於台中市中山堂舉行，最佳劇情片《投名狀》、最佳導演陳可辛、最佳男女主角張涵予、劉美君、年度台灣傑出電影《海角七號》、年度台灣傑出電影工作者魏德聖、觀眾票選最佳影片《海角七號》。
- 12月10日，苗栗縣第一選區立委李乙廷當選無效之訴，台中高分院二審裁定維持一審當選無效判決，全案定讞，其遺缺將於三個月內舉行補選。
- 12月11日，中央銀行宣佈將重貼現率、擔保放款融通利率及短期融通利率全面調降0.75%，調整後利率分別為2%、3.125%及4.25%，創1973年以來最大單次降幅。
- 12月12日，扁家疑洗錢案、國務機要費案、南港展覽館弊案、竹科龍潭園區購地弊案等扁家四大弊案偵查終結，最高檢察署特偵組以貪污、洗錢等罪嫌，對前總統陳水扁、吳淑珍夫婦在內的14名被告提起公訴，並向法院請求對陳水扁量處「最嚴厲之刑」。
- 12月13日，台北地方法院駁回最高檢察署特偵組對前總統陳水扁的延長羈押聲請，裁定當庭無保釋放。
- 12月15日，第二次江陳會談四項協議在未經立法院決議下生效，台海兩岸正式展開直接通航、通郵，達成台灣與中國大陸間的全面三通。
- 12月17日，農委會證實，10月間高雄縣路竹鄉一處養雞場被檢驗出疑似感染H5N2禽流感，日本農林水產省宣佈即日起暫停進口台灣禽肉。
- 12月17日，台大醫院晚間發生火警，造成一間開刀房全毀、四間半毀，一名手術中的癌症病患不治，11名醫護人員嗆傷。
- 12月18日，由於台灣高等法院於前日撤銷台北地方法院13日對前總統陳水扁當庭無保釋放的裁定，台北地方法院重開羈押庭，再次裁定無保釋放。
- 12月20日，農委會證實，10月間高雄縣路竹鄉一處養雞場病例確認感染低病源性H5N2禽流感病毒。
- 12月22日，行政院主計處公佈11月失業率達4.64%，失業人數逾50.7萬人，雙雙創下五年來同期新高。
- 12月22日，台鐵縱貫線七堵到汐止間，晚間因發生電車線絕緣礙子故障跳電，導致雙向列車班次嚴重誤點，估計超過五萬名旅客行程受到影響。
- 12月23日，前米迪亞暴龍隊放水打假球案經板橋地檢署偵查終結，負責施建新、大股東林秉文、教練吳昭輝、球員潘忠孝、陳建輔等33人遭到起訴；球員陳克帆等3人獲緩起訴。
- 12月24日，美國國務院函轉我駐美代表處「查核第七屆立委有無美國國籍」文件曝光，載明國民黨籍立委李慶安在美國國務院有紀錄「因擁有美國護照而為美國公民」，且並無喪失美國籍的紀錄。
- 12月25日，台北捷運南港線東延段昆陽－南港段完工通車，捷運南港站正式加入營運。
- 12月30日，由於台灣高等法院於前日撤銷台北地方法院18日對前總統陳水扁當庭無保釋放的裁定，台北地方法院重開羈押庭，歷經12小時30分的審理，於凌晨2點30分裁定收押但不禁見。
- 12月30日，行政院宣佈原任新聞局長史亞平調任駐新加坡代表，其遺缺由桃園縣環保局長蘇俊賓接任。
- 12月31日，力霸集團弊案經台北地方法院一審宣判，其中東森集團創辦人王令麟遭判處有期徒刑18年，創辦人王又曾的多名子女及親信也分遭判處3年6月至20年不等的有期徒刑；此外亦有多名前財政部及金管會官員遭告發、移送台北地檢署另行偵辦。

## 節日及主題
以下列表包括國定假日、以及對台灣社會有重大影響的節日與活動，詳情參看台灣節日、中華民國國定假日。

### 1月
- 1月1日：中華民國開國紀念日、台北101跨年煙火表演
- 1月12日：中華民國第七屆立法委員選舉暨全國性公民投票案第三案、第四案投票日
- 1月18日：小學、國中、高中96學年度第一學期結束，寒假開始
- 1月24日─1月28日：台北國際電玩展

### 2月
- 2月1日：中華民國第七屆立法委員就職、立法院院長副院長選舉
- 2月1日－2月2日：大學學科能力測驗
- 2月6日：除夕
- 2月7日：春節
- 2月6日─2月11日：農曆新年連續假期
- 2月12日：小學、國中、高中寒假結束，96學年度第二學期開始／開市日
- 2月13日─2月18日：第16屆台北國際書展
- 2月14日：西洋情人節
- 2月16日─2月17日：第11屆開拓動漫祭
- 2月21日：元宵節
- 2月28日：和平紀念日
- 2月28日─3月2日：台北國際家具展覽會

### 3月
- 3月7日─3月14日：2008年夏季奧運棒球世界區資格賽
- 3月8日：婦女節
- 3月9日─3月16日：2008年國際自由車環台賽
- 3月22日：中華民國第十二任總統副總統選舉暨全國性公民投票案第五案、第六案投票日
- 3月29日：青年節

### 4月
- 4月4日：兒童節
- 4月4日─4月6日：2008年春天吶喊
- 4月4日─4月5日：墾丁春浪音樂節
- 4月5日：清明節
- 4月5日─4月12日：大甲媽祖遶境進香活動
- 4月20日：縱貫鐵路全線貫通120周年
- 4月26日─4月27日：二技統一入學測驗

### 5月
- 5月1日：勞動節
- 5月2日：運動彩券開始發行
- 5月11日：母親節
- 5月12日：佛陀誕辰紀念日
- 5月17日─5月18日：四技二專統一入學測驗
- 5月20日：中華民國第十二任總統副總統就職典禮
- 5月23日：婚姻制度改為登記制
- 5月24日─5月25日：第1次國中基本學力測驗

### 6月
- 6月3日－6月7日：第28屆台北國際電腦展覽會
- 6月8日：端午節
- 6月19日：阿里山森林鐵路移轉民間經營基準日
- 6月20日：台鐵縱貫線北部區間試辦通行悠遊卡開始
- 6月21日：第19屆金曲獎傳統暨藝術音樂類頒獎典禮
- 6月30日：小學、國中、高中96學年度第二學期結束，暑假開始

### 7月
- 7月1日－7月3日：大學入學指定科目考試
- 7月5日：第19屆金曲獎流行音樂類頒獎典禮
- 7月11日─7月13日：2008臺北縣貢寮國際海洋音樂祭
- 7月12日─7月13日：第2次國中基本學力測驗
- 7月25日─7月27日：戊子年野台開唱
- 7月26日─7月27日：第12屆開拓動漫祭

### 8月
- 8月1日：台鐵縱貫線北部區間擴大悠遊卡通行區域
- 8月1日─8月30日：戊子年雞籠中元祭
- 8月7日：七夕
- 8月8日：父親節
- 8月15日：中元節
- 8月15日：第32屆金鼎獎

### 9月
- 9月1日：小學、國中、高中暑假結束，97學年度第一學期開始
- 9月3日：軍人節
- 9月14日：中秋節、高雄捷運橘線通車
- 9月21日：防災日、台鐵南港專案通車
- 9月28日：教師節

### 10月
- 10月1日：國民年金開辦
- 10月7日─10月11日：台灣寬頻通訊展
- 10月10日：中華民國國慶日、國慶煙火
- 10月24日：九十七年廣播金鐘獎頒獎典禮
- 10月25日：臺灣光復節
- 10月31日：九十七年電視金鐘獎頒獎典禮
- 10月31日─11月3日：2008台北國際旅展

### 11月
- 11月6日─8日：2008年台北影視節
- 11月12日：國父誕辰紀念日
- 11月14日─16日：2008年台北國際牛肉麵節
- 11月29日：第45屆金馬獎

### 12月
- 12月25日：台北捷運南港線昆陽－南港段通車
- 12月25日：行憲紀念日、聖誕節
- 12月31日：全台各地跨年活動

## 出生
参见： 2008年出生
- 2月26日——綺綺：畫家。
- 8月11日——林芷瑈：演員。
- 10月15日——趙乙丞：演員。

## 逝世
- 1月6日——陳鴻珍，台灣宗教人物，是將一貫道傳至台灣的傳教師。
- 1月14日：吳京，74歲，前教育部部長。
- 1月17日：周兆溎，91歲，前台北市長馬英九之妻周美青之父。
- 1月20日——李清楠，台灣武術家。
- 2月5日：傅伯寧，48歲，作家、翻譯家。
- 2月11日：許崙墩（1923年12月3日－），臺籍日本兵、飛行員。
- 2月13日：林之助，91歲，畫家。
- 2月17日——廖泉裕，台灣政治人物。
- 2月23日：尹雪曼，90歲，資深作家。
- 3月1日——董大成，台灣醫師。
- 3月7日——黃德雄，台灣記者、登山家。
- 3月16日——鄭福田，台灣企業家。
- 3月17日：呂泉生，93歲，資深音樂家。
- 3月21日——楊再興，台灣歌仔戲樂師。
- 4月2日——高次軒，台灣企業家，是友訊科技創辦人。
- 4月2日：廖述炘，44歲，媒體人。
- 4月27日——黃崑謀，台灣畫家。
- 4月29日：柏楊，89歲，作家。
- 5月10日：廖風德，57歲，作家、政治家。
- 5月15日——陳進興，台灣演員。
- 5月21日——楊雅惠，台灣牧師。
- 6月26日——唐紹華，台灣影劇事業開拓者。
- 7月2日——白文正，台灣企業家。
- 7月6日——釋日慧，台灣佛教出家眾。
- 7月12日：蔡兆陽，67歲，前交通部部長。
- 7月17日——陳正雄，台灣政治人物。
- 8月3日——洪瑞珍，台灣作曲家。
- 8月9日：吳舜文，92歲，企業家，裕隆汽車榮譽董事長。
- 8月20日：趙耀東，92歲，中鋼首任董事長、前經濟部部長。
- 9月4日——林金岩，台灣醫師。
- 9月5日：趙寧，66歲，作家、電視節目主持人。
- 9月10日——巫永福，台灣作家。
- 9月14日——劉安定，台灣政治人物，是杉林溪創辦人。
- 9月22日——李炳盛，台灣政治人物。
- 9月22日——伍澤元，台灣政治人物。
- 9月29日——盧昌明，台灣導演。
- 10月9日：鍾台妹，97歲，客家文學家鍾理和之妻。
- 10月15日：王永慶，92歲，企業家，台塑集團創辦人。
- 10月18日——林鍾隆，台灣作家。
- 10月18日——陳功，台灣黑道人物，是竹聯幫創立元老。
- 10月18日：夏功權，89歲，首任駐美代表。
- 10月26日：蔡啟東，52歲，前布袋鎮鎮長。
- 10月28日：孔德成，89歲，前考試院院長、大成至聖先師奉祀官。
- 10月31日——老瓊，台灣漫畫家，是台灣四格漫畫鼻祖。
- 11月12日：黎礎寧，24歲，流行音樂歌手。
- 11月23日——曾振農，台灣企業家、政治人物，是台灣涼椅工業股份有限公司創辦人。
- 11月24日——施少偉，台灣醫師。
- 11月24日——黃大城，台灣歌手。
- 11月30日——傅家森，台灣義消。
- 12月3日——侯世宏，台灣電視演員、製作人。
- 12月11日：葉石濤（1925年11月1日－），文學家。
- 12月14日：劉柏煙，80歲，教師，自焚者。
- 12月23日，蘇正生，96歲，棒球運動員。

## 資料來源
1. ↑  https://tw.sports.yahoo.com/news/spt--%E5%A5%A7%E9%81%8B%E9%A9%9A%E5%98%86%E8%99%9F-%E5%8F%B0%E7%81%A3%E6%A3%92%E7%90%83%E5%9C%A8%E5%A5%A7%E9%81%8B-%E4%BA%94-%E6%AD%B7%E5%8F%B2%E6%8C%AB%E6%95%97%E7%9A%842008.html。（页面存档备份，存于）
2. ↑  歐素美、張瑞楨、許敏溶. . 自由時報電子報 (自由時報). 2008-09-15  [2023-10-24]. （原始内容存档于2016-04-28） （中文（臺灣））.